# Celostátní sčítání dopravy

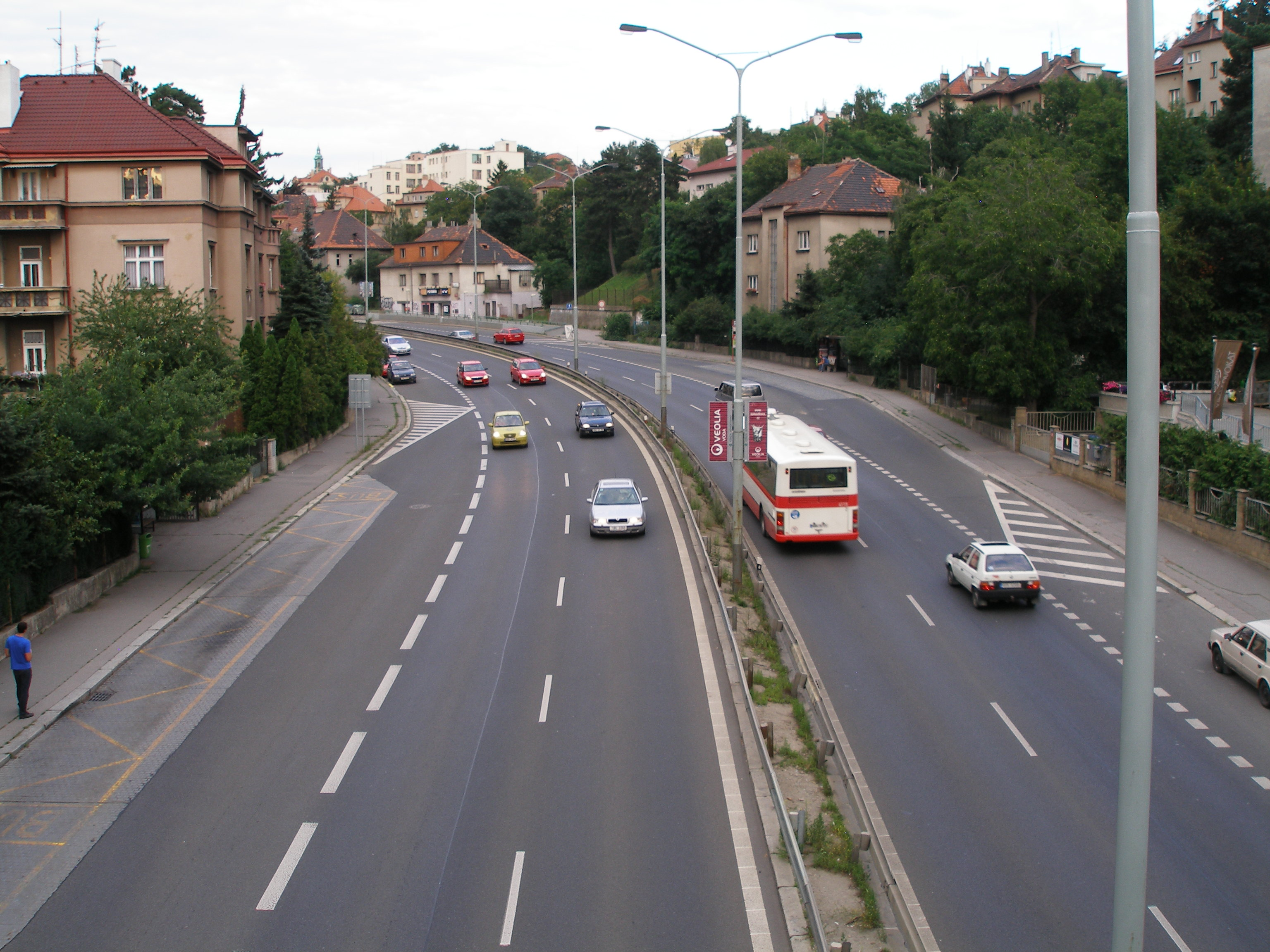
Pozemní komunikace

Celostátní sčítání dopravy (ve zkratce CSD) je v České republice, na Slovensku a dříve v Československu projekt, jímž je zjišťována intenzita provozu motorových vozidel a motocyklů na silniční síti. Úkolem Celostátního sčítání dopravy je zjištění aktuálních informací o intenzitách na dálniční a silniční síti s ohledem na zisk základních dopravních a inženýrských podkladů pro projektovou činnost pozemních komunikací. Získaná data se využívají i pro prognózování vývoje zatížení silniční sítě. Výsledky českého sčítání jsou k dispozici na internetových stránkách Ředitelství silnic a dálnic.

## Historie
Poprvé bylo v Československu prováděno v roce 1959, poté 1962/1963, následně 1968, 1973 1975 a 1980. Podle jiných zdrojů se na Slovensku poprvé sčítaly intenzity dopravy až v roce 1963. Počínaje rokem 1980 se sčítá v pětiletých cyklech, tedy v rocích končících na nulu nebo pětku. Roku 2015 ovšem vlivem diskusí nad jeho technickým zajištěním a finanční náročností v České republice neuskutečnilo a konalo se až rok následující (2016), slovenské sčítání se konalo standardně v roce 2015. Celou akci zajišťuje v České republice Ředitelství silnic a dálnic, na Slovensku Slovenská správa ciest. Sčítání v jednotlivých státech jsou prováděna jako součást celoevropského sčítání silniční dopravy (E-Road Traffic Census), organizovaného Evropskou hospodářskou komisí při Organizaci spojených národů v Ženevě a mezinárodní organizací Eurostat v Bruselu.

## Sčítání 2010
Sčítání prováděné během roku 2010 bylo v České republice vysoutěženo za cenu 111 milionů Kč. Během něho se sčítalo na celkem 8652 stanovištích, které se nacházely jak na dálnicích (114 míst) či rychlostních komunikacích (114 míst), tak na silnicích I. (cca 2200 míst) a II. tříd (4200 míst) spolu s vybranými silnicemi III. tříd (1600 míst) či místních komunikací (465 míst).
Vlastní sčítání probíhá na dálnicích pomocí automatických detektorů dopravy (smyček ve vozovce kontinuálně sčítajících projíždějící vozidla) a na silnicích byly stanovovány pomocí ručního sčítání.

## Sčítání 2015/2016
Podle původních plánů se mělo sčítání dopravy kvůli jeho periodicitě uskutečnit již během roku 2015, avšak vlivem diskuse nad jeho potřebou a následně též personálním zajištěním sčítání, která probíhala v době, kdy se měla tato akce připravovat, došlo v České republice ke zdržení a posunu jeho realizace o jeden rok. Sčítalo se na celkem 8350 místech, a to od května do října 2016. Na Slovensku proběhlo sčítání standardně v roce 2015.
Samotné sčítání zajistila v České republice prostřednictvím brigádníků agentura IPSOS s.r.o. Výpočty provedla dopravně inženýrská firma EDIP s.r.o.. Mapy připravilo ŘSD ČR – odbor Silniční databanky a NDIC, webovou aplikaci aktualizovala firma VARS BRNO a.s. Na terénní práci byli najati, kteří disponovali chytrým mobilním telefonem, do kterého si nahráli speciálně připravenou aplikací umožňující ruční zaznamenávání projíždějících vozidel do jednotlivých kategorií. Na sčítání ale nebylo možné využít strojové automatické sčítače dopravy, neboť by jimi musela být osazena všechna místa, kde se sčítání provádí, a současně by přístroje nedostatečně dělily vozidla do kategorií, protože umožňují rozlišit pouze osm skupin, kdežto Ředitelství silnic a dálnic požadovalo dělení do dvanácti.
Slovenské sčítání objednala Slovenská správa ciest u Výskumného ústavu dopravného, a.s., který jej provedl ve spolupráci s Centrem dopravního výzkumu, v.v.i., a personálními agenturami. Došlo k zásadní změně metodiky v tom, že nákladní jízdní soupravy nově byly počítány jen jako jedno vozidlo.

## Sčítání 2020
Monitorování dopravy mělo probíhat během roku 2020 tak, že jarní část sběru dat se plánovala realizovat během měsíců dubna až června. Protože však vlivem pandemie covidu-19 a následných vládních protiopatření počty automobilů na silniční síti poklesly, odsunul se jarní termín sčítání na stejné období roku 2021. V závěru měsíce května roku 2020 se intenzity postupně navracely na úroveň před vyhlášením mimořádných opatření vládou České republiky v souvislosti s pandemií, a proto Ředitelství silnic a dálnic rozhodlo o realizaci letní (prázdninové) a podzimní části dopravních sčítání. Počítání intenzit automobilů tak začalo 12. července a trvalo do konce října 2020. Sčítání probíhalo na 6500 lokalitách po celém území České republiky a účastnilo se ho více než 4000 lidí, kteří zjištěná data ukládali do mobilní aplikace a za svou práci obdrželi finanční honorář.
Výsledky sčítání prezentovalo Ředitelství silnic a dálnic na začátku roku 2022. Ze získaných dat se stanovují i tzv. variace dopravy (denní, týdenní a roční), které dokumentují rozložení intenzit dopravy v rámci dne, týdne či po měsících během jednoho roku. S ohledem na projevy nemoci covid-19 na dopravní chování lidí byly denní a týdenní variace dopravy sestaveny z dat naměřených v období neovlivněných vládními protiopatřeními vůči pandemii, ale roční rozložení intenzit dopravy je použito totožné z předchozího sčítání v roce 2016.